# Kiko Loureiro

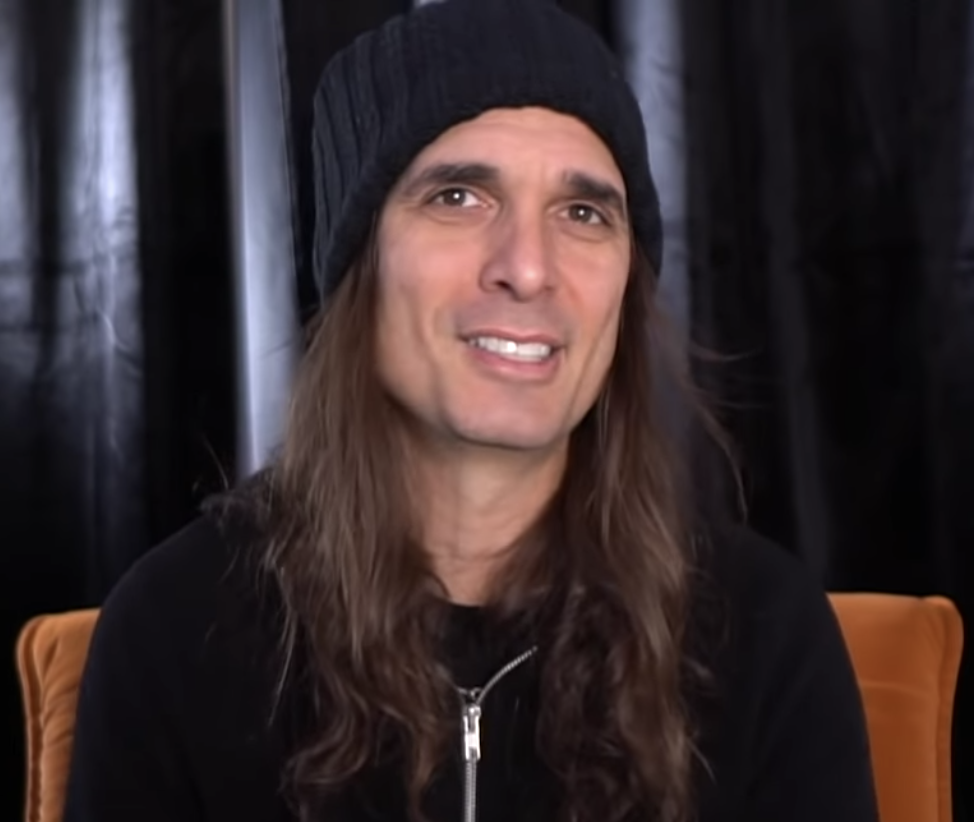
Kiko Loureiro 2020

Pedro Henrique „Kiko“ Loureiro (* 16. Juni 1972 in Rio de Janeiro) ist ein brasilianischer Gitarrist, der vor allem als Mitglied der Metal-Bands Angra und Megadeth bekannt ist.

## Werdegang
Loureiro begann im Alter von elf Jahren zu musizieren und Akustikgitarre zu spielen. Er studierte bei zwei bekannten brasilianischen Musikern, Pedro Bueno und Mozart Mello. Seine Inspirationen bezog er hauptsächlich von Eddie Van Halen, Jimmy Page, Jimi Hendrix und Randy Rhoads. Er wechselte  mit 13 Jahren zur E-Gitarre und war mit 16 Jahren bereits Mitglied in zwei Bands, Legalize (mit Edu Mello am Gesang, Dennis Belik am Bass und Alja am Schlagzeug) sowie A Chave und spielte in Nachtclubs in São Paulo. Mit 19 Jahren stieß er in der Gründungsphase zur brasilianischen Power-Metal-Band Angra. Zudem war er auch als Solokünstler aktiv; auch spielte er zusammen mit Dave Rodgers. Darüber hinaus war er für Tarja Turunen tätig und spielte auf ihrem Album My Winter Storm. Bei Tribuzy war er am Studioalbum Execution (2005) sowie dem zwei Jahre später folgenden Live-Dokument Execution – Live Reunion beteiligt.
Am 2. April 2015 wurde bekanntgegeben, dass Loureiro der amerikanischen Thrash-Metal-Band Megadeth beigetreten war und Chris Broderick ersetzt hatte. Er spielte sodann das Album Dystopia mit ein.
Am 12. Februar 2017 gewann Loureiro zusammen mit Dave Mustaine, David Ellefson und Chris Adler den Grammy Award for Best Metal Performance für den Megadeth-Song Dystopia bei den 59. Grammy Awards.

## Stil

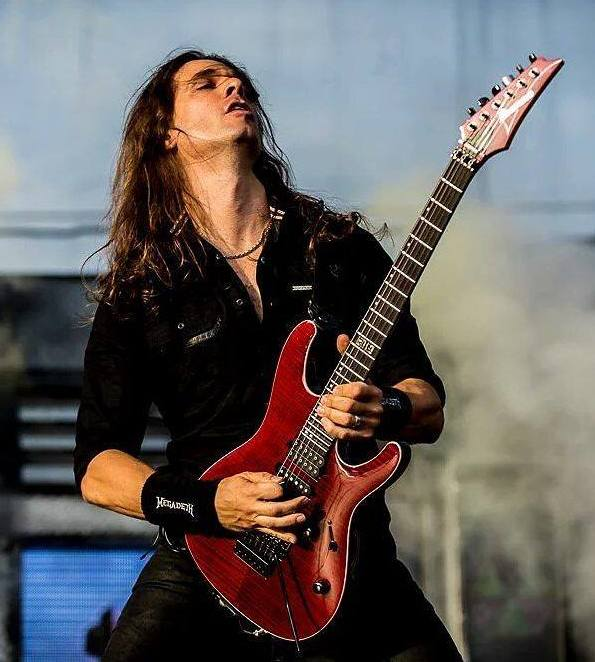
Loureiro live mit Megadeth 2016

Loureiro ist bekannt für seine ausgeprägten technischen Fähigkeiten auf der Gitarre, die häufig Techniken wie zweihändiges Tapping, Sweep-Picking (Spieltechnik, bei der Plektrum über die Saiten "wischt" – meist werden dabei schnelle Kombinationen aus Arpeggios gespielt), Alternate-Picking, Hybrid-Picking, künstliche und natürliche Flageoletts oder die Kombination von Legato und Staccato in einem Lauf oder einer Phrase beinhalten. Er veröffentlichte auch Lehr- und Demonstrationsvideos und schrieb Kolumnen für Magazine Cover Guitarra, Guitar & Bass und Young Guitar, die ihm auch Titelgeschichten widmeten.
Obwohl Loureiro als rechtshändiger Gitarrist spielt, ist er ursprünglich Linkshänder. Er fokussiert sich daher bei vielen Übungen auf Techniken für die rechte Hand.

## Persönliches
Loureiro hat neben seiner portugiesischen Muttersprache auch Kenntnisse in Italienisch, Französisch, Spanisch, Deutsch, Finnisch und Englisch.
Loureiro ist seit 2011 mit der finnischen Pianistin und Keyboarderin Maria Ilmoniemi verheiratet. Die beiden trafen sich 2008 während Loureiros Auftritten bei Tarja Turunens Storm World Tour. Das Paar hat drei Kinder.

## Diskografie

### Solo
- No Gravity (2005)
- Universo Inverso (2006)
- Fullblast (2009)
- Sounds of Innocence (2012)
- Open Source (2020)
- Theory of Mind (2024)

Lehrvideos
- Guitarra Rock (1993)
- Os Melhores Solos e Riffs do Angra (2003)
- Tecnica e Versatilidade (2003)
- Guitarra Tecnica Para Iniciantes (2009)
- Rock Fusion Brasileiro (2009)
- Creative Fusion (2010)

### Angra
- Reaching Horizons (1992, Wiederveröffentlichung 1997)
- Angels Cry (1993)
- Evil Warning, EP (1994)
- Holy Land (1996)
- Freedom Call, EP (1996)
- Holy Live, Live-EP (1997)
- Fireworks (1998)
- Rebirth (2001)
- Hunters and Prey, EP (2002)
- Rebirth World Tour – Live in São Paulo, Livealbum (2003)
- Temple of Shadows (2004)
- Aurora Consurgens (2006)
- Aqua (2010)
- Angels Cry 20th Anniversary Tour (J2013)
- Secret Garden (2014)
- Ømni (2018) – Gitarrensolo bei War Horns als Gastmusiker

### Tribuzy
- Execution (2005)
- Execution – Live Reunion (2007)

### Tarja
- My Winter Storm (2007)
- The Seer, EP (2008)

### Neural Code
- Neural Code (2009)

### Paco Ventura Black Moon
- Arabestia (2015)

### Megadeth
- Dystopia (2016)
- The Sick, the Dying... and the Dead! (2022)

### Imminent Threat
- Imminent Threat mit Thiago Bianchi (2021)